# Rinorea guatemalensis
Rinorea guatemalensis és una espècie de planta amb flor que pertany a la família de les violàcies.

## Descripció
Rinorea guatemalensis és un petit arbre que pot créixer fins als 10 m d'alçada i el diàmetre del tronc pot arribar fins als 12 cm.
Les fulles tenen la costa més o menys pubescents en ambdós costats, domacis normalment presents en els espècimens de Centreamèrica, algunes vegades absents en els espècimens mexicans i el nombre de venes laterals normalment 6-9. Les inflorescències són estrictament racemoses. El fruit és una càpsula que de mitjana fa uns 2,5 cm de llargada i 2 cm d'amplada. El nombre de llavors que es troben a dins del fruit són de 2 i de mitjana, piriformes i glabres; en fan 4 mm de llargada x 4 mm d'amplada

## Distribució
Rinorea guatemalensis hi creix en les selves, boscos de 0-500 msnm, a Mèxic (Veracruz, Oaxaca, Tabasco, Chiapas i Campeche, Belize, Guatemala, Hondures, El Salvador i Costa Rica.

## Taxonomia
Rinorea guatemalensis va ser descrita per Bartlett i publicat a Proceedings of the American Academy of Arts and Sciences 43(2): 56., l'any 1908[1907].
Phytologia 53(4): 252, pl. 1, f. 1., l'any 1983.

## Sinonímia
- Alsodeia guatemalensis (S. Watson)[6][7][8]

- Rinorea belizensis (Lundell)[7][9][8]

- Rinorea mexicana (Lundell)[8][7]

- Rinorea pilosula (S.F. Blake)[7][8]